# Wonderful Days
Wonderful Days (em coreano: 참 좋은 시절, romanizado: Cham Joheun Sijeol) é uma série de televisão sul-coreana exibida pela KBS2 entre 22 de fevereiro e 10 de agosto de 2014. Composta por 50 episódios, a produção mistura elementos de drama familiar, romance e comédia.

## Enredo
A história gira em torno de Kang Dong-Suk (interpretado por Lee Seo-jin), um promotor de justiça que retorna à sua cidade natal após 14 anos. Durante sua estadia, ele reencontra sua antiga paixão, Cha Hae-Won (Kim Hee-sun), com quem revive memórias do passado enquanto tenta resolver conflitos familiares não resolvidos.

## Elenco Principal
- Lee Seo-jin como Kang Dong-Suk
- Kim Hee-sun como Cha Hae-Won
- Ok Taec-yeon como Kang Dong-Hee
- Youn Yuh-jung como Jang So-Sim
- Kim Sang-ho como Kang Ki-Soo
- Choi Hwa-jung como Ha Young-Choon

## Reconhecimento
A série recebeu vários prêmios e indicações, entre eles:
- Prêmio de Melhor Jovem Atriz – Hong Hwa-ri (7ª edição do Korea Drama Awards)
- Melhor Ator Coadjuvante – Ryu Seung-soo (APAN Star Awards e KBS Drama Awards)
- Melhor Atriz Coadjuvante – Kim Ji-ho (KBS Drama Awards)
- Melhor Jovem Ator – Choi Kwon-soo (KBS Drama Awards)

## Transmissão Internacional
A série foi exibida em diversos países:
- Hong Kong: Korean Drama Channel (2014)
- Taiwan: EBC e VV Drama (2015)
- Tailândia: PPTV (2015) e Channel 9 MCOT HD (2017)